# Dracaena braunii
Dracaena braunii is een plantensoort de familie Asparagaceae. De soort groeit aan de kust in tropisch Centraal-Afrika. De plant groeit als een bodembedekker en wordt niet hoger dan 30 cm. De botanische naam Dracaena braunii wordt vaak in cultuur gegeven aan 'lucky bamboo' een plant die behoort tot de soort Dracaena sanderiana.

## Bron
1. ↑  Dracaena braunii. World Checklist of Selected Plant Families. Royal Botanic Gardens, Kew. Gearchiveerd op 6 maart 2019. Geraadpleegd op 5 maart 2019.
2. ↑  Damen, T.H.J. 'Taxonomic novelties in African Dracaena (Dracaenaceae)', mei 2018, Blumea 63 (2018)